# Szerelem és vérpad
A Szerelem és vérpad (eredeti angol címe: The Private Lives of Elizabeth and Essex) Michael Curtiz (Kertész Mihály) rendezésében készült, 1939-ben bemutatott színes amerikai játékfilm. Magyarországon a filmet 1940. november 25-én mutatták be.

## Cselekménye
Anglia, 1596. A spanyol hadjáratból győztesen hazatérő Robert Devereux-t, Essex grófját ünnepli a londoni nép. Erzsébet királynő azonban váratlanul hidegen fogadja kegyencét: szemrehányást tesz, amiért Essex nem volt képes elfogni a gyarmatokról arannyal visszatérő spanyol flottát. Ellenségei örömére a megbántott hadvezér visszavonul vidéki birtokára. Erzsébet királynő nem sokáig bírja nélkülözni szerelmét. A békülésre jó alkalmat kínál az írországi forradalom: Erzsébet megbízza Bacont, hogy hozza vissza az udvarba barátját, Essex-t. A szerelmes gróf örömmel tér vissza a palotába, ahol őt egy másik nő, Penelope udvarhölgy is szereti. Amikor a gróf Írországba megy, hogy leverje Tyrone gróf lázadását, az udvari intrikusok Penelopét használják fel arra, hogy eltüntesse a királynő és Essex egymásnak írt leveleit. 
Írországban Essex serege nem képes legyőzni a lázadók csapatait, és nem kapják meg az otthonról remélt segítséget. Erzsébet viszont Essex hűségében kételkedik és parancsot küld, hogy a gróf oszlassa fel seregét és térjen vissza Londonba. Essex árulást sejt, serege élén tér vissza Londonba és elfoglalja a királyi palotát. A királynő és hadvezére – a két szerelmes – kölcsönös szemrehányásai során kiderül az elsikkasztott levelek ügye. Essex bocsánatot kér és feloszlatja seregét. 
A királynő nem tud megbocsátani, felségárulásért elfogatja a grófot. De tudja, hogy van Essexnél egy gyűrű, amit egy meghitt órán adott át neki azzal, hogy ha azt elküldi, bármilyen vétség esetén kegyelemben részesülhet. A királynő reméli, hogy a gyűrűt megkapja, de csalódnia kell: Essex büszkébb annál, semhogy kegyelmet kérjen. A vesztőhelyen fejét veszik, és ezzel a királynő boldogsága is sírba száll.

## Főbb szereplők
| Szerep             | Színész             | Magyar hangja (1. szinkron, 1968) |
| ------------------ | ------------------- | --------------------------------- |
| Angliai Erzsébet   | Bette Davis         | Bánky Zsuzsa                      |
| Lord Essex         | Errol Flynn         | Avar István                       |
| Lady Penelope Gray | Olivia de Havilland | Medgyesi Mária                    |
| Francis Bacon      | Donald Crisp        | Mádi Szabó Gábor                  |
| Lord Tyrone        | Alan Hale Sr.       | Horváth Pál                       |
| Sir Robert Cecil   | Henry Daniell       | Somogyvári Rudolf                 |
| Walter Raleigh     | Vincent Price       | N/A                               |
| Lord Burghley      | Henry Stephenson    | N/A                               |
| Thomas Egerton     | James Stephenson    | N/A                               |
| Margaret Radcliffe | Nanette Fabray      | N/A                               |
| Lord Knollys       | Ralph Forbes        | N/A                               |
| Lord Mountjoy      | Robert Warwick      | N/A                               |
| Edward Coke        | Leo G. Carroll      | N/A                               |

További magyar hangok: Szatmári István, Szegedi Szabó István, Tomanek Nándor